# Comuna Mîkolaiivka, Burîn
Mîkolaiivka (în ucraineană Миколаївка) este o comună în raionul Burîn, regiunea Sumî, Ucraina, formată din satele Boșivka și Mîkolaiivka (reședința).

## Demografie
Componența lingvistică a comunei Mîkolaiivka
     Ucraineană (99,28%)
     Alte limbi (0,63%)
Conform recensământului din 2001, majoritatea populației comunei Mîkolaiivka era vorbitoare de ucraineană (99,28%), existând în minoritate și vorbitori de alte limbi.